# Hibiscus eriocarpus
Hibiscus eriocarpus är en malvaväxtart som beskrevs av Dc.. Hibiscus eriocarpus ingår i Hibiskussläktet som ingår i familjen malvaväxter. Inga underarter finns listade i Catalogue of Life.